# CA-131
La CA-131, Barreda - La Revilla, es una carretera autonómica de Cantabria perteneciente a la Red Primaria. Tiene su origen en la intersección con la carretera N-611 a través de una rotonda situada en Barreda y su final en La Revilla con la N-634.  A lo largo de su recorrido, de 31,1 kilómetros de longitud, atraviesa los municipios de Torrelavega, Santillana del Mar, Alfoz de Lloredo, Ruiloba, Comillas, Valdáliga y San Vicente de la Barquera. A partir de la localidad de Oreña, su trazado es paralelo a la costa.
La carretera tiene un carril por cada sentido de circulación y a lo largo de su recorrido enlaza con las carreteras autonómicas: CA-131, CA-136, CA-137 y CA-135.